# Nola lucia
Nola lucia är en fjärilsart som beskrevs av Van Son 1933. Nola lucia ingår i släktet Nola och familjen trågspinnare. Inga underarter finns listade i Catalogue of Life.